# 鳥取牛骨ラーメン

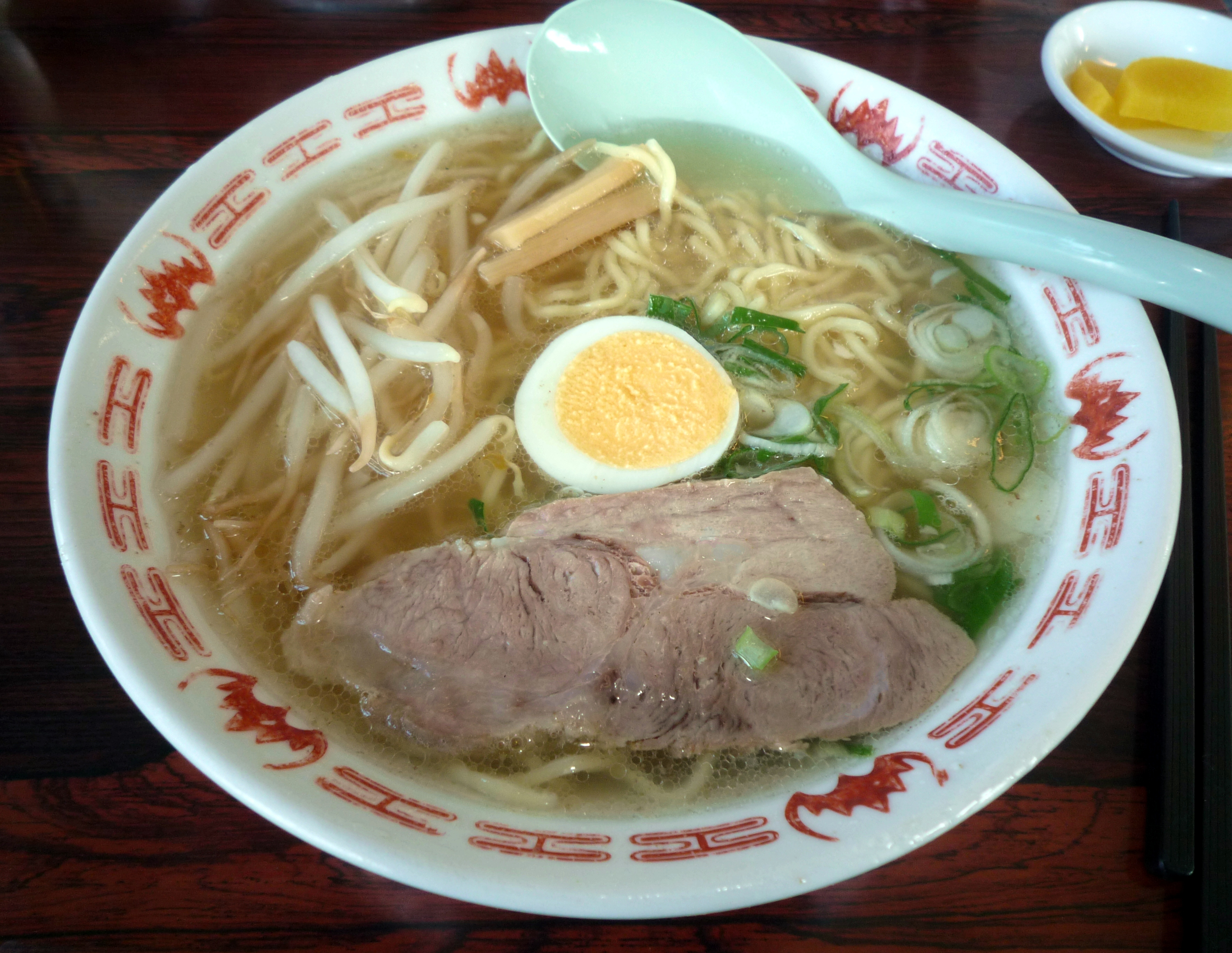
牛骨ラーメン

鳥取牛骨ラーメン（読み: とっとりぎゅうこつらーめん）は、牛骨でスープの出汁を取る鳥取県中西部のご当地ラーメンである。

## 概要
鳥取県中西部（境港市、米子市、琴浦町、北栄町、倉吉市、湯梨浜町、三朝町）に提供する店が集中しており、鳥取県東部では提供する店はごく少ない。
森枝卓士は著作『森枝卓士の「ラーメン三昧」』（1991年、雄鶏社、ISBN 978-4277812214）において、「牛骨スープは癖が強すぎて、スープとして御することが難しい」と指摘しており、牛骨で出汁をとるラーメンは日本全国的にも少ない。
2014年時点では、鳥取県観光案内のwebサイトでは、鳥取牛骨ラーメンを提供するおすすめ店が22軒掲載されている。

## 特徴
牛骨出汁のスープを使用する。店舗によってスープの取り方に違いがあり、醤油牛骨、塩牛骨、牛骨ちゃんぽんというように店ごとのバリエーションも多いが、牛脂独特の甘みと香ばしさのあるスープが最大の特徴である。
- 麺は基本的に中太ちぢれ麺を用いる[6]。
- 具はチャーシュー、メンマ、モヤシ、ネギなどシンプルなものが多い。また、ナルトではなく、かまぼこを使う店が多いのも特徴である[6]。

## 歴史
起源に関しては諸説ある。
鳥取県観光連盟の県中部ワーキンググループの調査によれば、地元紙『日本海新聞』に「中華そば」の広告が初めて掲載されたのは1951年3月29日、米子市の「満洲味(ますみ)」という店の広告で、当時から牛骨と豚骨をミックスしたスープを使っていた。ここを牛骨ラーメン発祥としている。「満洲味」のラーメンが伝播する過程で豚骨が脱落したのではないかと考えられている。また、当時は鶏ガラが有料であったのに対し、牛骨はほぼ無料で手に入ったこと、鶏ガラと違って牛骨は10時間から12時間煮出してもスープの出汁が取れるため経済的といった理由が考えられている。
鳥取県・食のみやこ推進課発行の『鳥取食力』では、満州国からの引き揚げ者が現地の味を再現し、第二次世界大戦終戦後すぐに生まれたものとしている。現地でよく使われていた鶏白湯スープがヒントになったともされる。
明治維新の日本では牛馬は食用よりも荷役や移動、農作業に使われたが（「日本の獣肉食の歴史」参照）、現在の鳥取県に当たる因幡国、伯耆国はその大産地だった。大山寺 (鳥取県大山町)近くで開かれた大山牛馬市は日本遺産に認定されるなど、牛との関りが深い。牛馬畜産の街道沿いに発展した、古来より大陸との往来があったことが原因との説もある。さらに一部では、蘭州牛肉麺との関連も指摘されている。

## 現在
鳥取県の「牛骨ラーメン」は戦後の発祥から50年以上提供され続けてきたが、地元では「ラーメン」と言えば牛骨で出汁をとったラーメンであり、地域固有であるという事実は認識されていなかった。また、地元のラーメン愛好家に口コミで知られているのみで、外部には存在すら知られていない状態であった。しかし、県外のブロガーが紹介するなどして徐々に知名度が上がり、休日に行列が出来る店も出るようになった。そして、2009年6月に鳥取県中部の牛骨ラーメンを応援する「鳥取牛骨ラーメン応麺団」が結成され、マスメディアでも取り上げられるようになった。
2010年3月には、日本テレビ系列『SUPER SURPRISE』「一億人が選ぶ! 今夜知りたいランキングご当地最新グルメベスト50」で第2位にランクインした。
また、2014年には倉吉市のパープルタウンで鳥取牛骨ラーメン応麺団が主催する「牛骨ラーメンワールドサミット」が開催された。同年12月には日本!食紀行で牛骨ラーメンをテーマとしたドキュメンタリー番組が放送された。
2015年には平和食品工業から牛骨とスジ肉を煮込み、鶏ブイヨンで仕上げた「清湯 牛骨ラーメンスープ」が発売されている。
2018年5月からは寿がきや食品より「鳥取ゴールド牛骨ラーメン」としてインスタントラーメンが発売されている。鳥取県東伯郡を本店とする「香味徳」の銀座店が監修している。
餃子の王将では、北海道・東北・関東・信越エリア限定で牛骨塩ラーメンが提供されている。